# Pomnik św. Jana Pawła II w Zielonej Górze
Pomnik św. Jana Pawła II w Zielonej Górze – pomnik dłuta Moniki Zadurskiej-Bielak odsłonięty w Zielonej Górze w 2006 r.

## Budowa pomnika
Idea budowy pomnika poświęconego papieżowi Polakowi zrodziła się w związku ze śmiercią Jana Pawła II 2 kwietnia 2005. Już 5 kwietnia 2005 na nadzwyczajnej sesji radni Zielonej Góry jednogłośnie podjęli uchwałę intencyjną o postawieniu w Zielonej Górze pomnika papieża. W wyniku ogólnopolskiego konkursu na projekt rzeźbiarski pomnika Jana Pawła II wybrany został projekt gdańskiej artystki Moniki Zadurskiej-Bielak. Pomnik został uroczyście poświęcony i odsłonięty 16 października 2006.

## Lokalizacja
Pomnik został wzniesiony na placu przed kościołem pw. Ducha Świętego w pobliżu ronda św. Jana Pawła II. 

## Opis pomnika
Pomnik jest wykonany z brązu. Przedstawia papieża Jana Pawła II z dziećmi wchodzących po stopniach symbolizujących wędrówkę. W prawej dłoni papież trzyma krzyż papieski. Lewą dłoń papieża chwyta chłopiec. Z drugiej strony kroczy dziewczynka. Na kamiennym cokole pomnika zostały umieszczone herby: pośrodku Jana Pawła II, a po bokach herba miasta Zielona Góra oraz herb biskupa Adama Dyczkowskiego, ówczesnego biskupa zielonogórsko-gorzowskiego. 